# Famille de Montaigne de Poncins
La famille de Montaigne de Poncins est une famille subsistante de la noblesse française, originaire du Forez, anoblie en 1696 par une charge de conseiller au parlement de Dombes. Elle a donné aux XXe et XXIe siècles des journalistes, écrivains, essayistes et un diplomate.

## Histoire
Henri de Jouvencel dans L'assemblée de la noblesse du bailliage de Forez indique une « filiation suivie » de la famille à partir de « honorable homme maître, alias noble Jean Montaigne », seigneur du Coignet (né vers 1572, † 1642), juge et châtelain de Stain, Boissaille, Magnieu-le-Gabion, Sury-le-Bois, le Coignet, Saint-Cyr-les-Vignes, notaire royal au bailliage de Forez, qui achète en 1624 la maison seigneuriale et le fief noble du Coignet. Marié en 1600 à Jeanne Ponchon, Jean Montaigne eut 8 enfants dont noble Charles Montaigne (qui teste en 1678), seigneur du Coignet, avocat en parlement et au présidial de Lyon, bourgeois de Lyon, marié à Antoinette Béraud, qualifié dans son acte de mariage du 22 juin 1666 « Monsieur Maitre Charles Montaigne ».
Henri de Jouvencel indique que « d'après les archives de la famille », le père de Jean Montaigne aurait été Jacques Montaigne ou de Montaigne (né vers 1525), procureur du roi au Puy-en-Velay en 1555 puis avocat général, juge criminel président et garde des sceaux de la cour des Aides de Montpellier, qui fit enregistrer en 1576 à la Chambre des Comptes les lettres de maintenue de noblesse qu'il reçut de Henri III. Il indique que cette filiation s'appuie sur le fait que ce Jacques Montaigne avait un frère nommé Martin Montaigne, « qui semble le même que Martin Montaigny ou Montaigne, marié à Feurs le 19 octobre 1568 à Benoiste Berthier, et qui laisse ses biens à son neveu Jean Montaigne ».
Henri Jougla de Morenas, qui ne retient pas non plus cette filiation donnée par les archives familiales, indique que la famille de Montaigne de Poncins est originaire du Forez et donne une filiation de la famille qui débute avec Jean Montaigne (1668-1743), écuyer, conseiller au Parlement de Dombes en 1696, fils de Charles, seigneur du Coignet, docteur en droit et d'Antoinette Béraud et qui épousa en 1696 Jeanne-Françoise de Laurencin.
Selon Régis Valette, la famille de Montaigne de Poncins est originaire du Forez et a été anoblie en 1696 par une charge de conseiller au Parlement de Dombes.

## Filiation
Henri de Jouvencel et Henri Jougla de Morenas donnent la filiation suivante à partir de Jean Montaigne († 1642), :
- Jean Montaigne (ca. 1572-1642), seigneur du Coignet, notaire royal au bailliage de Forez x 1600 Jeanne Ponchon
  - Charles Montaigne (teste en 1678), seigneur du Coignet, avocat au présidial de Lyon x 1666 Antoinette Béraud
    - Jean Montaigne (1668-1743), seigneur du Coignet, conseiller au Parlement de Dombes en 1696 x 1696 Jeanne-Françoise de Laurencin.
      - Jean-Pierre de Montaigne, seigneur du Coignet (1699-1768) x 1735 à Louise Ramey de La Salle.
        - Jean-Hector de Montaigne de Poncins (1738-1793) x 1798 Jeanne-Marguerite Vincent de Soleymieu
          - Jean-Pierre de Montaigne de Poncins (1775-1842), maire de Feurs en 1806 puis de Saint-Cyr-les-Vignes en 1816 x 1829 à Hélène de Roux de Puivert. Dont deux fils.
            - Emmanuel de Montaigne de Poncins (1830-1902), président du syndicat des agriculteurs de France du département de la Loire x 1854 Marie-Antoinette de Gayardon de Fenoyl. Ils eurent 13 enfants dont 3 fils avec postérité.
              - Maurice de Montaigne de Poncins (1863-1957) président de la chambre d'agriculture de la Loire x 1889 Louise - Marie - Thérèse - Edwige Maulbont d'Arbaumont dont :
                - Georges de Montaigne de Poncins (1896-1965), saint-cyrien, colonel de cavalerie X Marguerite Marie Berenger d'Herbemont.
                  - Michel de Montaigne de Poncins (1926-2020).

                - Marie Denise de Montaigne de Poncins (1902-1970). Née à Balbigny (Loire). Épouse de Michel Bernard Auguste Du Crest (1897 - 1953), ingénieur de l'institut électrotechnique de Grenoble.
                - Marie-Henriette-Valentine de Montaigne de Poncins (1900-1913) Née à Balbigny (Loire)

              - Alfred de Montaigne de Poncins (1865), ingénieur agronome x 1892 Cécile-Olympe-Julie de Bernardi, dont postérité.
              - Charles de Montaigne de Poncins (1868), ingénieur agronome x 1894 Marguerite Beauvarlet de Moismont, dont postérité.

            - Gabriel-Léon de Montaigne de Poncins (1832-1896), maire de Feurs de 1870 à 1882 x 1855 Pierrette-Noémie de Perier du Palais.
              - Bernard de Montaigne (1862-1946) x Marie d'Orléans de Rère.
              - Léon de Montaigne de Poncins (1897-1975).
              - Gontran de Montaigne de Poncins (1900-1962).

## Personnalités
- Jean Hector de Montaigne de Poncins (1738-1793), mousquetaire et auteur d'un ouvrage intitulé Le grand œuvre de l’agriculture ou l’art de régénérer les surfaces (1779)[5],[6] ;
- Gabriel de Montaigne de Poncins (1832-1896), agronome, archéologue et historien[7] ;
- Léon de Montaigne de Poncins (1897-1975), journaliste et essayiste catholique ;
- Gontran de Montaigne de Poncins (1900-1962), aventurier, journaliste et écrivain ;
- Michel de Montaigne de Poncins (1926-2020), essayiste et militant politique ;
- Étienne de Montaigne de Poncins (1964), ambassadeur de la République française en Pologne.

## Galerie de portraits

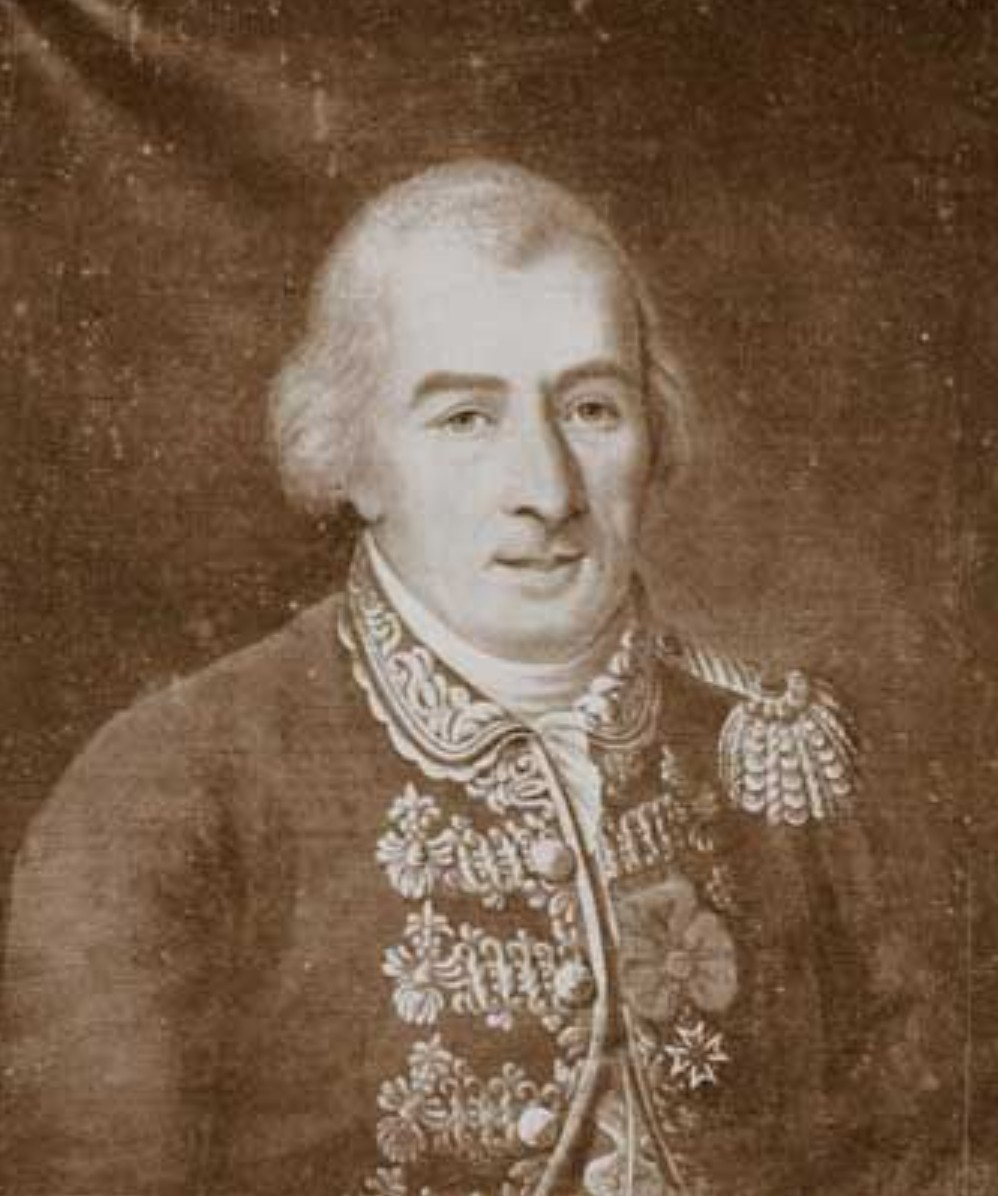
Jean Hector  de Montaigne de Poncins (1738-1793)
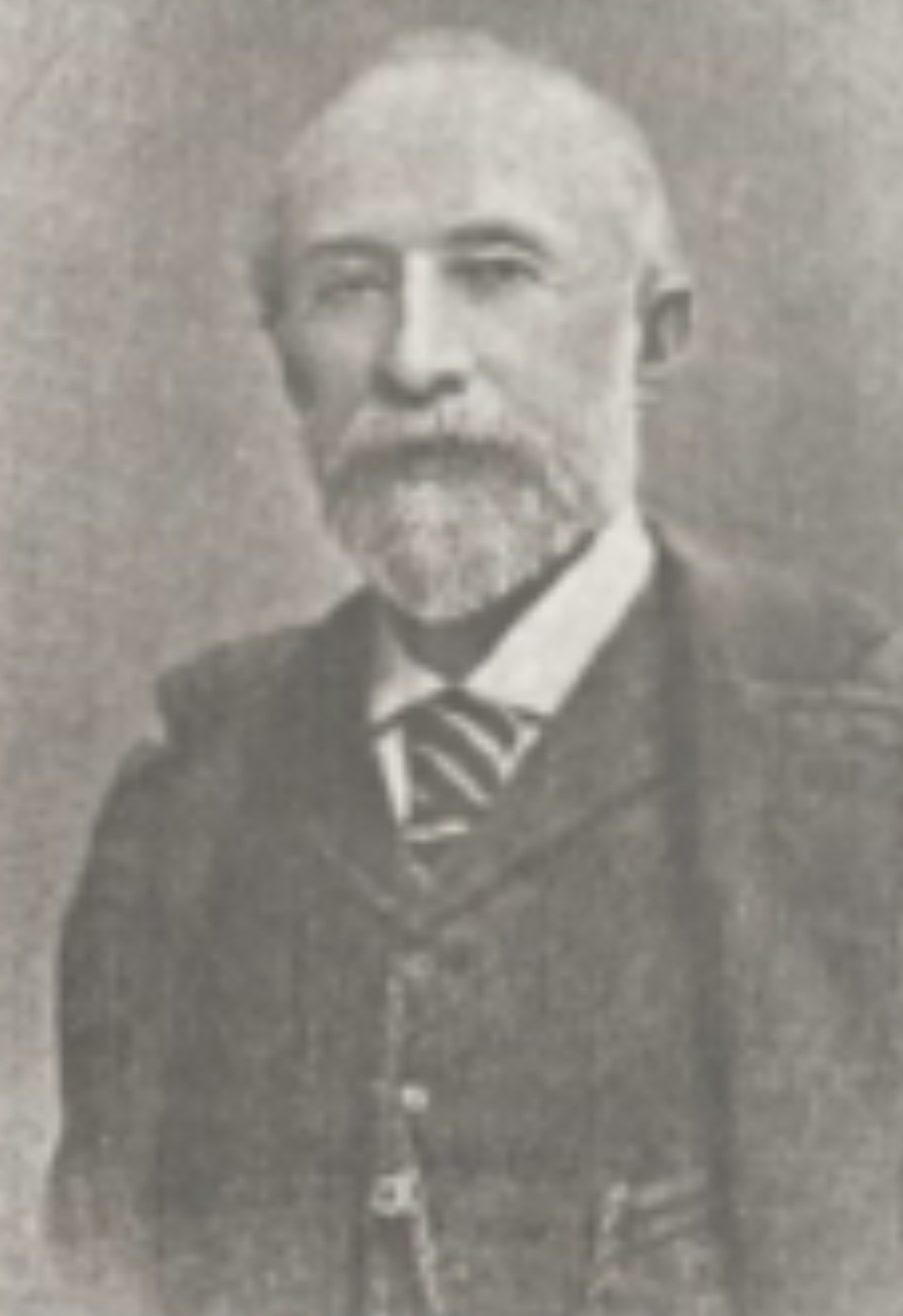
Gabriel Léon de Montaigne de Poncins (1832-1896)
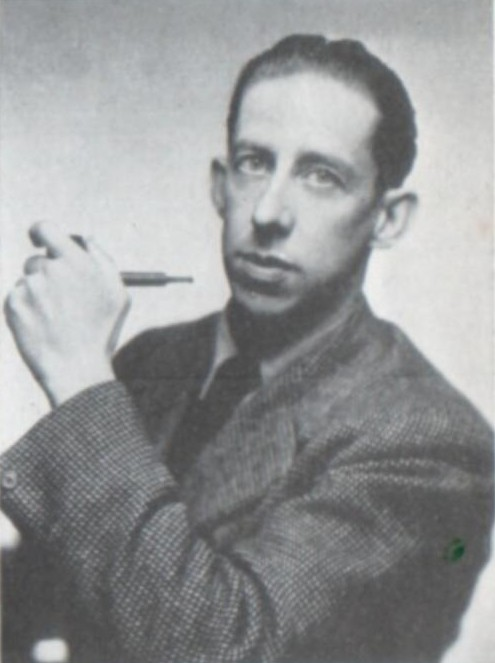
Gontran de Poncins (1900-1962)
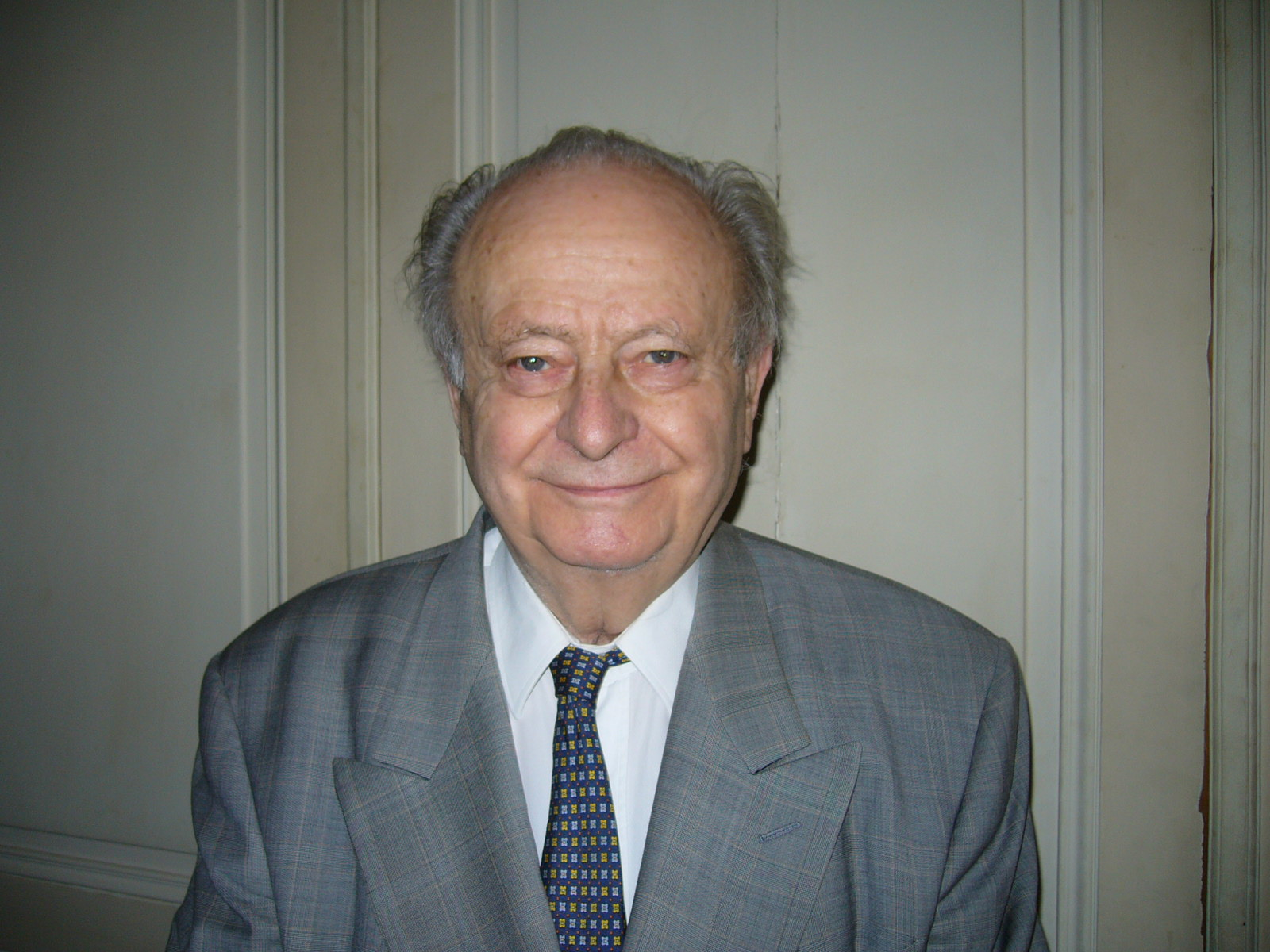
Michel de Poncins (1926-2020)
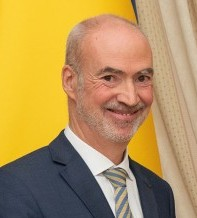
Étienne de Montaigne de Poncins (1964), ambassadeur

## Alliances
Les principales alliances de la famille de Montaigne de Poncins sont : de Quatrebarbes, de Gayardon de Fenoyl (1854), de Dreux-Brézé (1982), Le Vaillant de Chaudenay, de Rarécourt de La Vallée de Pimodan, de Chavagnac.

## Armes et titres
- De gueules à trois bandes dentelées d'or[1]

La famille de Montaigne de Poncins n'est pas titrée mais porte depuis le XVIIIe siècle un titre de courtoisie de marquis.